# Municipio de Wall (Dakota del Sur)
El municipio de Wall (en inglés: Wall Township) es un municipio ubicado en el condado de Jackson en el estado estadounidense de Dakota del Sur. En el año 2010 tenía una población de 39 habitantes y una densidad poblacional de 0,45 personas por km².

## Geografía
El municipio de Wall se encuentra ubicado en las coordenadas 43°46′54″N 101°36′29″O / 43.78167, -101.60806. Según la Oficina del Censo de los Estados Unidos, el municipio tiene una superficie total de 87.03 km², de la cual 86,05 km² corresponden a tierra firme y (1,12 %) 0,98 km² es agua.

## Demografía
Según el censo de 2010, había 39 personas residiendo en el municipio de Wall. La densidad de población era de 0,45 hab./km². De los 39 habitantes, el municipio de Wall estaba compuesto por el 89,74 % blancos, el 5,13 % eran amerindios y el 5,13 % eran de una mezcla de razas. Del total de la población el 0 % eran hispanos o latinos de cualquier raza.